# Argyrogramma
Argyrogramma es un género de lepidópteros perteneciente a la familia Noctuidae.

## Especies
- Argyrogramma signata Fabricius, 1794
- Argyrogramma subaurea Dufay, 1972
- Argyrogramma verruca Fabricius, 1794